# Lucas Fleischer
Lucas Fleischer ist ein US-amerikanischer Schauspieler, Filmregisseur, Filmproduzent und Drehbuchautor.

## Leben
Nachdem er einige Auftritte in Kurzfilmen hatte, spielte er in einer Folge der Serie Huff – Reif für die Couch mit. Danach wirkte er in den beiden Filmen Outside Sales und Boogeyman 2 – Wenn die Nacht dein Feind wird als einer der Hauptdarsteller mit. 2008 hatte er eine kleine Rolle in der TV-Serie Knight Rider. 2011 und 2013 bekam er kleine Rollen in den Filmen 30 Minuten oder weniger und Gangster Squad seines Bruders Ruben Fleischer.
Fleischer erhielt zusammen mit seinem Regiepartner Paul Grellog den ersten Preis für die beste Kurzfilmkomödie beim Rhode Island International Film Festival.

## Filmografie
- 2001: The Girls Guitar Club (Kurzfilm)
- 2002: Johnny Come Early (Kurzfilm)
- 2003: Party Foul (Kurzfilm, auch Regie und Drehbuch)
- 2004: The Fourth (Kurzfilm)
- 2005: Huff – Reif für die Couch (Huff, Fernsehserie, 1 Episode)
- 2005: States of Grace
- 2006: Outside Sales
- 2006: Windfall (Fernsehserie, 1 Episode)
- 2007: iThunes (Miniserie)
- 2007: Boogeyman 2 – Wenn die Nacht dein Feind wird (Boogeyman 2)
- 2008: Knight Rider (Fernsehserie, 1 Episode)
- 2008: Parachute (Kurzfilm, auch Regie und Drehbuch)
- 2008: Three Verses (Kurzfilm)
- 2008: Wainy Days (Fernsehserie, 1 Episode)
- 2009: Evil Angel
- 2009: Weather Girl
- 2011: 30 Minuten oder weniger (30 Minutes or Less)
- 2013: Gangster Squad
- 2018: Venom